# Charles Sans-Leroy
Charles Sans-Leroy, né le 4 novembre 1848 à Toulouse (Haute-Garonne) et mort le 1er octobre 1922 à Toulouse, est un homme politique français.

## Biographie
Chef de cabinet du préfet de la Gironde en 1872, sous-préfet de Lure en 1873 puis sous-préfet de Barbezieux, secrétaire général de la préfecture de la Corse puis de celle de Maine-et-Loire. Il reste révoqué après le 16 mai 1877, et réintégré en décembre 1877 comme sous-préfet de Toulon. En 1870, il est capitaine aux Mobiles de l'Ariège. Il est réintégré dans l'administration préfectorale, et  démissionne en 1878. 
Il est élu conseiller général du canton du Mas-d'Azil, maire de Daumazan et député de l'Ariège de 1885 à 1889, siégeant au sein de la majorité opportuniste. Il est très impliqué dans l'affaire du canal de Panama, ce qui lui vaut des déboires: prison et perte de ses mandats électifs. Il fut, par la suite, élu maire de Camarade (Ariège).